# Phenasteron
Phenasteron – rodzaj pająków z rodziny lenikowatych.
Rodzaj i oba znane gatunki: P. longiconductor i P. machinosum opisały w 2001 roku Barbara Baehr i Rudy Jocqué, wyznaczając pierwszy z wymienionych gatunkiem typowym.
Pająki te osiągają 2,9–3,5 mm długości ciała. Karapaks pomarańczowy do brązowego, najszerszy na wysokości bioder drugiej pary, w profilu wysklepiony, wyposażony w 3 rzędy oczu, z których pierwszy tworzy tylko para przednio-środkowa, a trzeci tylko tylno-środkowa. Nadustek lekko wklęsły. Szczękoczułki bez ząbków. Położona przednio-środkowo scopula występuje na dość długich gnathocoxae. Sternum płaskie, żółtobrązowe. Owalna opistosoma ma barwę ciemnej sepii z 5 jasnymi kropkami. Stożeczek obecny tylko jako grupka szczecinek. Przednie kądziołki przędne stożkowate, zaś środkowe i tylne małe i ustawione w jednym rządku. Na goleniach nogogłaszczków samców obecna duża tylno-boczna wklęsłość, natomiast cymbium niezmodyfikowane. Uwagę zwraca olbrzymich rozmiarów T-kształtna apophysis tegularis distalis o wywiniętej krawędzi. Nasieniowód przechodzi przez tegulum po skosie.
Oba gatunki są endemitami Australii.